# Двенадцать палочек
Двенадцать палочек — детская подвижная игра, усложнённый вариант игры в прятки. В ней есть возможность «спасти» найденных игроков.
Цель игры: найти спрятавшихся игроков и не дать им добежать до стартовой базы.:
Для начала игры нужна дощечка и 12 деревянных палочек длиной 20-30 см. Дощечку кладут на камешек, кирпич, брусок или толстую палку так, чтобы один конец её касался земли, а другой был приподнят., то есть делают «катапульту». На нижний конец дощечки кладут 12 палочек.
По жребию выбирается ведущий. Он ударяет ногой по свободному концу дощечки, и деревянные палочки разлетаются в разные стороны. Пока водящий собирает палочки, все остальные участники разбегаются и прячутся. После того как палочки собраны и уложены на дощечку, водящий начинает искать спрятавшихся.

### Правила игры
1. Водящий не подсматривает за разбегающимися, пока собирает палочки.
2. Пока игрока не нашли, он может незаметно подбежать к «катапульте» и ударить по ней ногой так, чтобы палочки разлетелись, со словами: «Двенадцать палочек летят!». Тогда игра начинается заново, и дети ищут другие потайные места.
3. Если ведущему удаётся поймать хоть одну палочку до падения, он меняется ролями с тем участником, который рассыпал реквизит.
4. Найденный игрок выбывает из игры.
5. Если все игроки обнаружены, и никто не сбил дощечку, то выбирается новый водящий — первый найденный игрок.

Небольшое уточнение: количество палочек в игре соответствует количеству игроков. За каждого найденного водящий кладёт палочку на дощечку. В ещё более усложнённом варианте в процессе игры разрешается, незаметно для водящего, подкравшись ударить ногой по дощечке. Все ранее найденные игроки разбегаются и игра начинается снова.

## Упоминание в литературе
Владимир Гугнин в своем произведении «Двенадцать палочек» так описывает правила игры: "После нескольких бессмысленных официальных фраз было решено сыграть в двенадцать палочек. Петька не знал этой игры, и рыжий Костя стал ему, немного заикаясь, объяснять.
— Кладём дощечку на камень. На один край дощечки — двенадцать палочек, а на другой топает кто-нибудь из нас. Палочки разлетаются в разные стороны, и пока вода их собирает — все прячутся. А теперь надо посчитаться
Ещё одно упоминание об этой игре есть в романе Тома Шервуда «Остров Локк»